# Помпонеско
Помпонеско (итал. Pomponesco) је насеље у Италији у округу Мантова, региону Ломбардија.
Према процени из 2011. у насељу је живело 1415 становника. Насеље се налази на надморској висини од 21 м.

## Становништво
Према резултатима пописа становништва 2011. у општини је живело 1.763 становника.
| 1931. | 1936. | 1951. | 1961. | 1971. | 1981. | 1991. | 2001. | 2011. |
| ----- | ----- | ----- | ----- | ----- | ----- | ----- | ----- | ----- |
| 2.168 | 2.182 | 1.896 | 1.721 | 1.622 | 1.594 | 1.457 | 1.555 | 1.763 |

## Партнерски градови
- Бучовице